# Otokar Akrep
L'Otokar Akrep è un veicolo da combattimento realizzato dall'industria turca Otokar nel 1990.

## Sviluppo
Lo sviluppo del mezzo incominciò nel 1990 e la sua adozione da parte delle forze armate turche avvenne nel 1994. Tale veicolo era stato progettato per la scorta ai convogli, il supporto alla fanteria e la ricognizione tattica.

## Tecnica
Per poter operare efficacemente anche in condizioni di scarsa visibilità, il veicolo era dotato di diversi visori e sistemi di puntamento di tipo notturno. La trazione era di tipo integrale in modo tale che l'Akrep potesse adattarsi ad ogni tipo di terreno. Come sistema di difesa impiegava una torretta teleguidata armata con una mitragliatrice pesante da 7.62 mm. Per proteggere l'equipaggio dai proiettili in calibro 7,62 il mezzo era stato fornito di un telaio monoscocca in acciaio corazzato. L'unico accesso per l'equipaggio di otto uomini era situato nella sezione anteriore, mentre i finestrini erano costruiti utilizzando vetri a prova di proiettile. Gli interni erano forniti di rivestimenti speciali per la soppressione termica e acustica. Il serbatoio aveva capienza per ospitare 110 litri di carburante ed era rinforzato per resistere ad eventuali esplosioni che lo avessero colpito. Le sospensioni erano formate da molle elicoidali, ammortizzatori idraulici con barra Panhard e barre antirollio, mentre l'impianto frenante era costituito da quattro freni a disco.

## Impiego
Dal 1994, l'Akrep è stato impiegato dagli eserciti della Turchia, del Pakistan, del Marocco, di Israele, di Cipro Nord, della Georgia, degli USA e dell'Iraq.